# Detlev von Liliencron
Il barone Detlev von Liliencron, all'anagrafe Friedrich Adolf Axel Detlev Liliencron, (Kiel, 3 giugno 1844 – Alt-Rahlstedt, 22 luglio 1909), è stato un poeta e scrittore tedesco.

## Biografia
Si arruolò nell'esercito e partecipò alle campagne del 1866 e del 1870-1871: in entrambe fu ferito. Si ritirò con il grado di capitano e trascorse un periodo di tempo negli Stati Uniti d'America. Successivamente si stabilì a Kellinghusen in Holstein, dove rimase fino al 1887. Dopo un periodo di tempo trascorso a Monaco di Baviera, si trasferì ad Altona e successivamente ad Alt-Rahlstedt, oggi parte di Amburgo.
Divenne noto con il volume di poesie Adjutantenritte und andere Gedichte (1883), al quale seguirono diverse tragedie che riscossero poco successo, un libro di racconti brevi, Eine Sommerschlacht (1886) e il romanzo Breide Hummelsbüttel (1887).
Altre raccolte di racconti brevi videro la luce con i titoli Unter flatternden Fahnen (1888), Der Mäcen (1889), Krieg und Frieden (1891). Le sue poesie liriche furono pubblicate nel 1889, nel 1890 (Der Heidegänger und andere Gedichte), nel 1893 e nel 1903 (Bunte Beute). È interessante il suo poema eroicomico Poggfred (1896; seconda edizione 1904).
Liliencron fu uno dei più eminenti poeti lirici tedeschi del suo tempo; il suo Adjutantenritte, con il suo stile fresco e originale, ruppe con le stanche convenzioni letterarie allora prevalenti che si trascinavano dalla metà del XIX secolo. L'opera di Liliencron è però assai diseguale e, in specie nella narrativa, manca del vigore che rende grande un prosatore. Una delle sue liriche più suggestive, "Auf dem Kirchhofe" ("Al cimitero") fu musicata da Johannes Brahms (Lied in do minore op. 105 n. 4).
L'opera completa di Liliencron fu pubblicata in 14 volumi dal 1904 al 1905; le sue poesie (Gedichte) erano state precedentemente pubblicate in quattro volumi con i titoli Kampf und Spiele, Kämpfe und Ziele, "Nebel und Sonne e Bunte Beute (1897-1903).